# 개감수

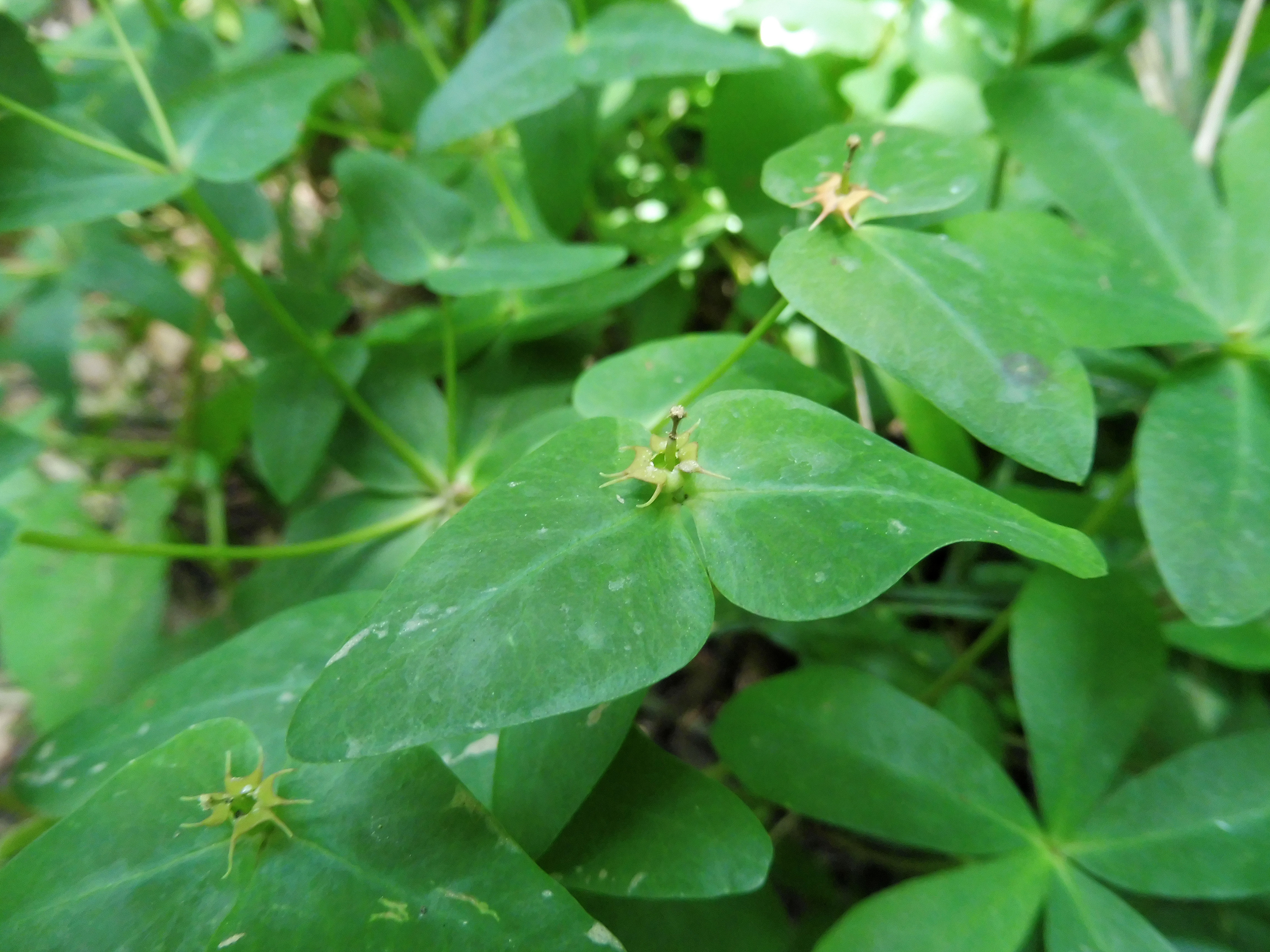

개감수(학명: Euphorbia sieboldiana, Siebold's spurge)는 대극과에 속하는 속씨식물 종이다. 아시아 동부가 원산이며 중화인민공화국, 일본, 한국, 러시아 동부에서 볼 수 있다. 자연적으로는 풀이 무성한 지역과 숲 경계 지역에서 자라는 습성이 있다. 일본에서 흔한 종이다.
70센티미터까지 성장하는 다년생 식물이다. 꽃은 작은 편이다.